# Aratos från Sikyon
Aratos från Sikyon, född 271 f.Kr., död 213 f.Kr., var en grekisk statsman från Sikyon.

## Biografi
Då han var sju år gammal mördades hans far, Kleinias; han själv räddades och fördes till Argos, där han upptogs av sin fars vänner. År 251 f.Kr., vid 20 års ålder, samlade han omkring sig en mängd sikyoniska flyktingar och lyckades med deras hjälp fördriva tyrannen Nikokles och befria sin fädernestad. På hans inrådan slöt sig nu Sikyon till det akaiska förbundet. Aratos valdes år 245 för första gången till förbundets anförare (strateg). Sammanlagt hade han denna uppgift sjutton gånger. Under hans ledning höjde sig akaiska förbundet till en makt och betydenhet som det förut aldrig haft, och verkade framgångsrikt för att göra de grekiska staternas fria och enade.
Aratos var mera diplomat än fältherre, och hans härsklystna sinnelag förledde honom stundom att ställa sitt eget inflytande inom förbundet framför det allmänna bästa. När den spartanske kung Kleomenes III i det krig som 228 f.Kr. utbröt mellan Sparta och akaiska förbundet hade tillfogat förbundets stridskrafter flera betydande nederlag, tillgrep Aratos den av många klandrade utvägen att kalla kung Antigonos Doson av Makedonien till hjälp och ställa förbundet under dennes skydd. Aratos hade stort inflytande över förbundets och Greklands angelägenheter även när det stod under makedonisk överhöghet. Detta upphörde när kung Filip III tyckte att han var besvärlig och, efter vad det sägs, lät ta honom av daga genom gift år 213 f.Kr. Aratos beskrev själv sina levnadsöden och samtida händelser i ett omfattande verk, som numera är förlorat, men som har använts som källa av Polybios och Plutarchos.